# Josef Bauchinger
 Josef Bauchinger  (* 18. Jänner 1880 in Hohenzell, Oberösterreich; † 23. März 1962 ebenda) war österreichischer Bauer und Politiker.
Bauchinger, Bauer in Hohenzell, war in den ersten Jahren nach dem Ersten Weltkrieg Ausschussmitglied des Oberösterreichischen Bauernvereins Wels und von 1919 bis 1927 Landtagsabgeordneter für den Landbund. Als er bei den Nationalratswahlen 1927 mit den Großdeutschen zusammenging und aus dem Landbund austrat, wurde er genötigt, sein Landtagsmandat zurückzulegen, was er dann auch tat. Auch in wirtschaftlicher Hinsicht hatte er Schwierigkeiten. Als die Zuckerfabrik Suben, als deren Aufsichtsratspräsident er agierte, zusammenbrach, verlor er viel eigenes Geld.